# NGC 494
NGC 494 is een spiraalvormig sterrenstelsel in het sterrenbeeld Vissen. Het hemelobject ligt 227 miljoen lichtjaar van de Aarde verwijderd en werd op 22 november 1827 ontdekt door de Britse astronoom John Herschel.

## Synoniemen
- PGC 5035
- UGC 919
- MCG 5-4-34
- ZWG 502.57
- IRAS01201+3254